# Perdita duplonotata
Perdita duplonotata är en biart som beskrevs av Timberlake 1956. Perdita duplonotata ingår i släktet Perdita och familjen grävbin. Inga underarter finns listade i Catalogue of Life.